# Женска фудбалска репрезентација Новог Зеланда
Женска фудбалска репрезентација Новог Зеланда (енгл. New Zealand women's national football team) је женски фудбалски тим који се састоји од најбољих фудбалерки, које су држављанке Новог Зеланда, без обзира да ли наступају за домаће или стране фудбалске клубове. Избор најбољих фудбалерки за репрезентацију врши селектор. Женска репрезентација Новог Зеланда се квалификовала за ФИФА Светско првенство за жене 2007. године које је одржано у Кини у септембру 2007, пославши тим на своје прво Светско првенство у последњих 16 година, а друго од њиховог дебија 1975. на међународном такмичењу. Нови Зеланд је заједно са Аустралијом бити домаћин ФИФА Светског првенства за жене 2023, Фоотбалл Фернс се аутоматски квалификовао као судомаћин.
Тим организује и води Новозеландски фудбалски савез, (енгл. New Zealand Football; NZF).

## Историја
Женска фудбалска асоцијација Новог Зеланда је основана 1975. године. По позиву, екипа је учествовала на Азијском првенству за жене 1975. године и освојила првенство.
Женска фудбалска репрезентација Новог Зеланда од 1975. године наступа на првенству Океаније.
Нови Зеланд је заједно са Аустралијом домаћин ФИФА Светског првенства за жене 2023. након што је 25. јуна 2020. добио организацију над фаворитом, Колумбијом. Тим се аутоматски квалификовао као ко-домаћин.

## Светска ранг листа ФИФА
Ажурирано 14. јул 2021
  Најбоља позиција    Највећи раст    Најлошија позиција    Највећи пад  
| ПозицијаНовог Зеланда на ФИФА ранг листи | ПозицијаНовог Зеланда на ФИФА ранг листи | ПозицијаНовог Зеланда на ФИФА ранг листи | ПозицијаНовог Зеланда на ФИФА ранг листи | ПозицијаНовог Зеланда на ФИФА ранг листи | ПозицијаНовог Зеланда на ФИФА ранг листи | ПозицијаНовог Зеланда на ФИФА ранг листи | ПозицијаНовог Зеланда на ФИФА ранг листи | ПозицијаНовог Зеланда на ФИФА ранг листи | ПозицијаНовог Зеланда на ФИФА ранг листи | ПозицијаНовог Зеланда на ФИФА ранг листи | ПозицијаНовог Зеланда на ФИФА ранг листи |
|                                          | Позиција                                 | Година                                   | Утакмица играно                          | Поб                                      | Нер                                      | Изг                                      | Најбољи                                  | Најбољи                                  | Најлошији                                | Најлошији                                |                                          |
| Поз                                      | Позиција                                 | Година                                   | Утакмица играно                          | Поб                                      | Нер                                      | Изг                                      | Помак                                    | Поз                                      | Помак                                    |                                          |                                          |
| ---------------------------------------- | ---------------------------------------- | ---------------------------------------- | ---------------------------------------- | ---------------------------------------- | ---------------------------------------- | ---------------------------------------- | ---------------------------------------- | ---------------------------------------- | ---------------------------------------- | ---------------------------------------- | ---------------------------------------- |
|                                          | 22                                       | 2021                                     | 1                                        | 0                                        | 1                                        | 0                                        | 22                                       | 0                                        | 22                                       | 0                                        |                                          |

## Достигнућа
Подебљана имена активних играчица
Статистика од 23. фебруара 2022.
| #  | Играчица       | Година    | Утакмица | Голова |
| -- | -------------- | --------- | -------- | ------ |
| 1  | Рија Персивал  | 2006–     | 160      | 15     |
| 2  | Аби Ерцег      | 2006–     | 146      | 6      |
| 3  | Али Рилеј      | 2007–     | 143      | 1      |
| 4  | Бетси Хесет    | 2008–     | 128      | 14     |
| 5  | Амбер Херн     | 2004–2018 | 125      | 54     |
| 6  | Кети Данкан    | 2006–2019 | 124      | 1      |
| 6  | Анали Лонго    | 2006–     | 124      | 15     |
| 8  | Рози Вајт      | 2009–     | 111      | 24     |
| 9  | Кирсти Јалоп   | 2004–2017 | 104      | 12     |
| 10 | Хана Вилкинсон | 2010–     | 103      | 26     |

| #  | Играчица        | Година    | Голова | Утакмица |
| -- | --------------- | --------- | ------ | -------- |
| 1  | Амбер Херн      | 2004–2018 | 54     | 125      |
| 2  | Венди Шарп      | 1980–1995 | 34     | 51       |
| 2  | Сара Грегоријус | 2010–2020 | 34     | 100      |
| 4  | Хана Вилкинсон  | 2010–     | 26     | 103      |
| 5  | Рози Вајт       | 2009–     | 24     | 111      |
| 6  | Морин Јакобсон  | 1979–1996 | 17     | 53       |
| 6  | Венди Хендерсон | 1987–2007 | 17     | 64       |
| 8  | Пернил Андерсен | 1998      | 15     | 7        |
| 8  | Анали Лонго     | 2006–     | 15     | 124      |
| 8  | Рија Персивал   | 2006–     | 15     | 160      |
| 10 | Ники Смит       | 1998–2007 | 14     | 23       |
| 10 | Бетси Хасет     | 2008–     | 14     | 128      |

## Такмичарски рекорд

### Светско првенство за жене
| Светско првенство у фудбалу за жене − резултати | Светско првенство у фудбалу за жене − резултати | Светско првенство у фудбалу за жене − резултати | Светско првенство у фудбалу за жене − резултати | Светско првенство у фудбалу за жене − резултати | Светско првенство у фудбалу за жене − резултати | Светско првенство у фудбалу за жене − резултати | Светско првенство у фудбалу за жене − резултати | Светско првенство у фудбалу за жене − резултати | Светско првенство у фудбалу за жене − резултати | Светско првенство у фудбалу за жене − резултати |                  | Квалификациони резултати      | Квалификациони резултати      | Квалификациони резултати      | Квалификациони резултати      | Квалификациони резултати      | Квалификациони резултати      | Квалификациони резултати      |
| Година                                          | Домаћин                                         | Коло                                            | Поз                                             | Ута                                             | Поб                                             | нер*                                            | Изг                                             | ГД                                              | ГП                                              | Састав                                          | Квалиф.          | Ута                           | Поб                           | Нер                           | Изг                           | ГД                            | ГП                            |                               |
| ----------------------------------------------- | ----------------------------------------------- | ----------------------------------------------- | ----------------------------------------------- | ----------------------------------------------- | ----------------------------------------------- | ----------------------------------------------- | ----------------------------------------------- | ----------------------------------------------- | ----------------------------------------------- | ----------------------------------------------- | ---------------- | ----------------------------- | ----------------------------- | ----------------------------- | ----------------------------- | ----------------------------- | ----------------------------- | ----------------------------- |
| 1991                                            | Кина                                            | Групна фаза                                     | 11.                                             | 3                                               | 0                                               | 0                                               | 3                                               | 1                                               | 11                                              | Састав                                          | Квалификовале се | 4                             | 3                             | 0                             | 1                             | 28                            | 1                             |                               |
| 1995                                            | Шведска                                         | Нису се квалификовале                           | Нису се квалификовале                           | Нису се квалификовале                           | Нису се квалификовале                           | Нису се квалификовале                           | Нису се квалификовале                           | Нису се квалификовале                           | Нису се квалификовале                           | Нису се квалификовале                           | 2.               | 4                             | 3                             | 0                             | 1                             | 10                            | 2                             |                               |
| 1999                                            | САД                                             | Нису се квалификовале                           | Нису се квалификовале                           | Нису се квалификовале                           | Нису се квалификовале                           | Нису се квалификовале                           | Нису се квалификовале                           | Нису се квалификовале                           | Нису се квалификовале                           | Нису се квалификовале                           | 2.               | 4                             | 3                             | 0                             | 1                             | 41                            | 3                             |                               |
| 2003                                            | САД                                             | Нису се квалификовале                           | Нису се квалификовале                           | Нису се квалификовале                           | Нису се квалификовале                           | Нису се квалификовале                           | Нису се квалификовале                           | Нису се квалификовале                           | Нису се квалификовале                           | Нису се квалификовале                           | 2.               | 4                             | 3                             | 0                             | 1                             | 29                            | 2                             |                               |
| 2007                                            | Кина                                            | Групна фаза                                     | 14.                                             | 3                                               | 0                                               | 0                                               | 3                                               | 0                                               | 9                                               | Састав                                          | Квалификовале се | 3                             | 3                             | 0                             | 0                             | 21                            | 1                             |                               |
| 2011                                            | Немачка                                         | Групна фаза                                     | 12.                                             | 3                                               | 0                                               | 1                                               | 2                                               | 4                                               | 6                                               | Састав                                          | Квалификовале се | 5                             | 5                             | 0                             | 0                             | 50                            | 0                             |                               |
| 2015                                            | Канада                                          | Групна фаза                                     | 19.                                             | 3                                               | 0                                               | 2                                               | 1                                               | 2                                               | 3                                               | Састав                                          | Квалификовале се | 3                             | 3                             | 0                             | 0                             | 30                            | 0                             |                               |
| 2019                                            | Француска                                       | Групна фаза                                     | 20.                                             | 3                                               | 0                                               | 0                                               | 3                                               | 1                                               | 5                                               | Састав                                          | Квалификовале се | 5                             | 5                             | 0                             | 0                             | 43                            | 0                             |                               |
| 2023                                            | Аустралија · Нови Зеланд                        | Квалификовали се                                | Квалификовали се                                | Квалификовали се                                | Квалификовали се                                | Квалификовали се                                | Квалификовали се                                | Квалификовали се                                | Квалификовали се                                | Квалификовали се                                | Квалификовали се | Квалификовале се као домаћини | Квалификовале се као домаћини | Квалификовале се као домаћини | Квалификовале се као домаћини | Квалификовале се као домаћини | Квалификовале се као домаћини | Квалификовале се као домаћини |
| Укупно                                          | Укупно                                          | Групна фаза                                     | 5/8                                             | 15                                              | 0                                               | 3                                               | 12                                              | 8                                               | 34                                              | –                                               | –                | 32                            | 28                            | 0                             | 4                             | 252                           | 9                             |                               |

### Олимпијске игре
| Олимпијске игре − резултати | Олимпијске игре − резултати | Олимпијске игре − резултати | Олимпијске игре − резултати | Олимпијске игре − резултати | Олимпијске игре − резултати | Олимпијске игре − резултати | Олимпијске игре − резултати | Олимпијске игре − резултати | Олимпијске игре − резултати | Олимпијске игре − резултати |
| Година                      | Домаћин                     | Коло                        | Ута                         | Поб                         | Нер                         | изг                         | ГД                          | ГП                          | ГР                          | Бод                         |
| --------------------------- | --------------------------- | --------------------------- | --------------------------- | --------------------------- | --------------------------- | --------------------------- | --------------------------- | --------------------------- | --------------------------- | --------------------------- |
| 1996                        | Аустралија                  | Нису се квалификовале       | Нису се квалификовале       | Нису се квалификовале       | Нису се квалификовале       | Нису се квалификовале       | Нису се квалификовале       | Нису се квалификовале       | Нису се квалификовале       | Нису се квалификовале       |
| 2000                        | Аустралија                  | Нису се квалификовале       | Нису се квалификовале       | Нису се квалификовале       | Нису се квалификовале       | Нису се квалификовале       | Нису се квалификовале       | Нису се квалификовале       | Нису се квалификовале       | Нису се квалификовале       |
| 2004                        | Грчка                       | Нису учествовале            | Нису учествовале            | Нису учествовале            | Нису учествовале            | Нису учествовале            | Нису учествовале            | Нису учествовале            | Нису учествовале            | Нису учествовале            |
| 2008                        | Кина                        | Групна фаза                 | 3                           | 0                           | 1                           | 2                           | 2                           | 7                           | −5                          | 1                           |
| 2012                        | Уједињено Краљевство        | Четвртфинале                | 4                           | 1                           | 0                           | 3                           | 3                           | 5                           | −2                          | 3                           |
| 2016                        | Бразил                      | Групна фаза                 | 3                           | 1                           | 0                           | 2                           | 1                           | 5                           | −4                          | 3                           |
| 2020                        | Јапан                       | Групна фаза                 | 3                           | 0                           | 0                           | 3                           | 2                           | 10                          | −8                          | 0                           |
| Укупно                      | Укупно                      | Четвртфинале                | 13                          | 2                           | 1                           | 10                          | 8                           | 27                          | −19                         | 7                           |

### ОФП шампионат у фудбалу за жене
| ОФП шампионат у фудбалу за жене − резултати | ОФП шампионат у фудбалу за жене − резултати | ОФП шампионат у фудбалу за жене − резултати | ОФП шампионат у фудбалу за жене − резултати | ОФП шампионат у фудбалу за жене − резултати | ОФП шампионат у фудбалу за жене − резултати | ОФП шампионат у фудбалу за жене − резултати | ОФП шампионат у фудбалу за жене − резултати | ОФП шампионат у фудбалу за жене − резултати | ОФП шампионат у фудбалу за жене − резултати |
| Година                                      | Домаћин                                     | Резултат                                    | Ута                                         | Поб                                         | Нер                                         | Изг                                         | ГД                                          | ГП                                          | ГР                                          |
| ------------------------------------------- | ------------------------------------------- | ------------------------------------------- | ------------------------------------------- | ------------------------------------------- | ------------------------------------------- | ------------------------------------------- | ------------------------------------------- | ------------------------------------------- | ------------------------------------------- |
| 1983                                        | Нова Каледонија                             | 1.                                          | 4                                           | 3                                           | 1                                           | 0                                           | 24                                          | 3                                           | +21                                         |
| 1986                                        | Нови Зеланд                                 | 3.                                          | 4                                           | 2                                           | 0                                           | 2                                           | 3                                           | 3                                           | 0                                           |
| 1989                                        | Аустралија                                  | 2.                                          | 5                                           | 4                                           | 0                                           | 1                                           | 10                                          | 1                                           | +9                                          |
| 1991                                        | Аустралија                                  | 1.                                          | 4                                           | 3                                           | 0                                           | 1                                           | 28                                          | 1                                           | +27                                         |
| 1994                                        | Папуа Нова Гвинеја                          | 2.                                          | 4                                           | 3                                           | 0                                           | 1                                           | 10                                          | 2                                           | +8                                          |
| 1998                                        | Нови Зеланд                                 | 2.                                          | 4                                           | 3                                           | 0                                           | 1                                           | 41                                          | 3                                           | +38                                         |
| 2003                                        | Аустралија                                  | 2.                                          | 4                                           | 3                                           | 0                                           | 1                                           | 29                                          | 2                                           | +27                                         |
| 2007                                        | Папуа Нова Гвинеја                          | 1.                                          | 3                                           | 3                                           | 0                                           | 0                                           | 21                                          | 1                                           | +20                                         |
| 2010                                        | Нови Зеланд                                 | 1.                                          | 5                                           | 5                                           | 0                                           | 0                                           | 50                                          | 0                                           | +50                                         |
| 2014                                        | Папуа Нова Гвинеја                          | 1.                                          | 3                                           | 3                                           | 0                                           | 0                                           | 30                                          | 0                                           | +30                                         |
| 2018                                        | Нова Каледонија                             | 1.                                          | 5                                           | 5                                           | 0                                           | 0                                           | 43                                          | 0                                           | +43                                         |
| 2022                                        | Фиџи                                        | Нису учествовале                            | Нису учествовале                            | Нису учествовале                            | Нису учествовале                            | Нису учествовале                            | Нису учествовале                            | Нису учествовале                            | Нису учествовале                            |
| Укупно                                      | Укупно                                      | 6. титула                                   | 45                                          | 37                                          | 1                                           | 7                                           | 289                                         | 16                                          | +273                                        |

### АФК Куп Азије у фудбалу за жене
| АФК Куп Азије у фудбалу за жене − резултати | АФК Куп Азије у фудбалу за жене − резултати | АФК Куп Азије у фудбалу за жене − резултати | АФК Куп Азије у фудбалу за жене − резултати | АФК Куп Азије у фудбалу за жене − резултати | АФК Куп Азије у фудбалу за жене − резултати | АФК Куп Азије у фудбалу за жене − резултати | АФК Куп Азије у фудбалу за жене − резултати | АФК Куп Азије у фудбалу за жене − резултати |
| Година                                      | Резултат                                    | Позиција                                    | Ута                                         | Поб                                         | Нер                                         | Изг                                         | ГД                                          | ГП                                          |
| Позване                                     | Позване                                     | Позване                                     | Позване                                     | Позване                                     | Позване                                     | Позване                                     | Позване                                     | Позване                                     |
| ------------------------------------------- | ------------------------------------------- | ------------------------------------------- | ------------------------------------------- | ------------------------------------------- | ------------------------------------------- | ------------------------------------------- | ------------------------------------------- | ------------------------------------------- |
| 1975                                        | Шампионке                                   | 1.                                          | 4                                           | 4                                           | 0                                           | 0                                           | 11                                          | 3                                           |
| Укупно                                      | 1. титула                                   | 1/1                                         | 4                                           | 4                                           | 0                                           | 0                                           | 11                                          | 3                                           |

#### Куп Алгарве у фудбалу за жене
Куп Алгарвеа је фудбалски турнир по позиву за женске репрезентације, чији је домаћин Фудбалски савез Португалије (ФПФ). Куп се држава сваке године у региону Алгарве у Португалији и то од 1994. године, један је од најпрестижнијих и најдуговјечнијих међународних фудбалских догађаја за жене и добио је надимак „Мини ФИФА Светско првенство за жене“.
| Куп Алгарве − резултати |          |          |        |          |           |    |    |    |
| Година                  | Резултат | Утакмица | Победа | Нерешено | Изгубљене | ГД | ГП | ГР |
| 2016                    | 4. место | 4        | 1      | 2        | 1         | 2  | 2  | 0  |
| 2020                    | 4. место | 3        | 0      | 1        | 2         | 2  | 6  | −4 |
| Укупно                  | 2/27     | 7        | 1      | 3        | 3         | 4  | 8  | −4 |